# Rigs of Rods
Rigs of Rods (RoR) — бесплатный и свободный автосимулятор, мульти-симулятор (авиация, водный и железнодорожный транспорт и другие), который использует физику мягких тел для моделирования движения и деформации автомобилей. Игра построена с использованием специального физического движка мягких тел, называющегося Beam, который имитирует сеть взаимосвязанных узлов (формирование шасси и колес) и дает возможность моделировать деформируемые объекты. Столкновения со стенами или местностью постоянно деформирует автомобиль. Используется графический движок OGRE с рендерерами DirectX9 и OpenGL.

## Геймплей
Как в песочнице, в Rigs of Rods у вас нет основной цели, но поддержка скриптов подразумевает поддержку миссий. Мультиплеер поддерживает до 25 пользователей с симуляцией столкновений на одном поле.

### Транспорт
Пользователи часто добавляют свои модели транспортных средств. Модели создаются, используя узлы и балки (beam) и поддерживают 3D модели и меши, для добавления к ним. Файлы конфигурации делятся на наземный транспорт, самолеты и лодки. В этом файле описывается характеристика и положение в пространстве двигателя, камеры, колес, фар и другого.

## Мультиплеер
Rigs of Rods поддерживает мультиплеер, начиная с версии 0.33.
Мультиплеер отличается от одиночной игры; например, анимация некоторых объектов не работает в мультиплеере, но разработчики стараются это исправить. В основном мультиплеер используется для симуляции автокатастроф. Конечно, гонки так же доступны в мультиплеере.

## Форум
Rigs of Rods имеет форум сообщества с более чем 2000 пользователей. Пользователи обсуждают новые версии, предлагают разработчикам исправления, рассказывают о новых самодельных моделях транспорта и местностей (трасс).

## Разное
- Доступен официальный репозиторий игры для патчей, модификаций, моделей транспорта и карт[7].
- Первая опубликованная версия (0.11) была выпущена 5 августа 2005 года.
- Большинство дополнений и модификаций сделаны энтузиастами не из команды разработчиков.
- Инструменты для модификации и документация доступны для изменения контента игры[8].
- Прототипом этой игры является 1nsane

## Критическая оценка
Брайан Бекман так отозвался о Rigs of Rods: «одна из самых лучших игр-симуляторов вождения, которые я когда либо видел».
Rigs of Rods был PC Gamer UK в рождественском выпуске за 2007 год.
Французский журнал MicroSim описал Rigs of Rods в их выпуске за июнь 2008.